# Langlaufen op de Olympische Winterspelen 2022
Langlaufen was een van de sporten die beoefend werden tijdens de Olympische Winterspelen 2022 in Peking. De wedstrijden vonden plaats in het National Cross-Country Centre in Zhangjiakou, 100 km noordwestelijk van Peking.

## Wedstrijdschema
| Datum                 | Lokale tijd | MET   | Mannen                         | Vrouwen                        |
| --------------------- | ----------- | ----- | ------------------------------ | ------------------------------ |
| vrijdag 4 februari    | 20:00       | 13:00 | Openingsceremonie              | Openingsceremonie              |
| zaterdag 5 februari   | 15:45       | 08:45 |                                | 7,5 km + 7,5 km skiatlon       |
| zondag 6 februari     | 15:00       | 08:00 | 15 km + 15 km skiatlon         |                                |
| dinsdag 8 februari    | 16:00       | 09:00 |                                | Sprint vrije stijl             |
| dinsdag 8 februari    | 16:50       | 09:50 | Sprint vrije stijl             |                                |
| donderdag 10 februari | 15:00       | 08:00 |                                | 10 km klassiek                 |
| vrijdag 11 februari   | 15:00       | 08:00 | 15 km klassiek                 |                                |
| zaterdag 12 februari  | 15:30       | 08:00 |                                | 4 × 5 km estafette             |
| zondag 13 februari    | 15:00       | 07:15 | 4 × 10 km estafette            |                                |
| woensdag 16 februari  | 17:00       | 10:00 |                                | Teamsprint klassiek            |
| woensdag 16 februari  | 17:40       | 10:40 | Teamsprint klassiek            |                                |
| zaterdag 19 februari  | 14:00       | 07:00 | 50 km vrije stijl (massastart) |                                |
| zondag 20 februari    | 14:30       | 07:30 |                                | 30 km vrije stijl (massastart) |
| zondag 20 februari    | 20:00       | 13:00 | Sluitingsceremonie             | Sluitingsceremonie             |

## Medailles

### Mannen
| Onderdeel                        | Goud                                                                                     | Goud                                         | Zilver                                                                         | Zilver                          | Brons                                                                  | Brons                                                    |
| -------------------------------- | ---------------------------------------------------------------------------------------- | -------------------------------------------- | ------------------------------------------------------------------------------ | ------------------------------- | ---------------------------------------------------------------------- | -------------------------------------------------------- |
| Sprint vrije stijl               | Johannes Høsflot Klæbo Noorwegen                                                         | Johannes Høsflot Klæbo Noorwegen             | Federico Pellegrino Italië                                                     | Federico Pellegrino Italië      | Aleksandr Terentjev Russische ploeg                                    | Aleksandr Terentjev Russische ploeg                      |
| 15 km klassiek                   | Iivo Niskanen Finland                                                                    | 37.54,8                                      | Aleksandr Bolsjoenov Russische ploeg                                           | 38.18,0                         | Johannes Høsflot Klæbo Noorwegen                                       | 38.32,3                                                  |
| 30 km skiatlon                   | Aleksandr Bolsjoenov Russische ploeg                                                     | 1:16.09,8                                    | Denis Spitsov Russische ploeg                                                  | 1:17.20,8                       | Iivo Niskanen Finland                                                  | 1:18.10,0                                                |
| 28,4 km vrije stijl (massastart) | Aleksandr Bolsjoenov Russische ploeg                                                     | 1:11.32,7                                    | Ivan Jakimoesjkin Russische ploeg                                              | 1:11.38,2                       | Simen Hegstad Krüger Noorwegen                                         | 1:11.39,7                                                |
| Teamsprint klassiek              | Noorwegen Erik Valnes Johannes Høsflot Klæbo                                             | Noorwegen Erik Valnes Johannes Høsflot Klæbo | Finland Iivo Niskanen Joni Mäki                                                | Finland Iivo Niskanen Joni Mäki | Russische ploeg Aleksandr Bolsjoenov Aleksandr Terentjev               | Russische ploeg Aleksandr Bolsjoenov Aleksandr Terentjev |
| 4 × 10 km estafette              | Russische ploeg Aleksej Tsjervotkin Aleksandr Bolsjoenov Denis Spitsov Sergej Oestjoegov | 1:54.50,7                                    | Noorwegen Emil Iversen Pål Golberg Hans Christer Holund Johannes Høsflot Klæbo | 1:55.57,9                       | Frankrijk Richard Jouve Hugo Lapalus Clément Parisse Maurice Manificat | 1:56.07,1                                                |

### Vrouwen
| Onderdeel                      | Goud                                                                                | Goud                                     | Zilver                                                                   | Zilver                               | Brons                                                              | Brons                                             |
| ------------------------------ | ----------------------------------------------------------------------------------- | ---------------------------------------- | ------------------------------------------------------------------------ | ------------------------------------ | ------------------------------------------------------------------ | ------------------------------------------------- |
| Sprint vrije stijl             | Jonna Sundling Zweden                                                               | Jonna Sundling Zweden                    | Maja Dahlqvist Zweden                                                    | Maja Dahlqvist Zweden                | Jessica Diggins Verenigde Staten                                   | Jessica Diggins Verenigde Staten                  |
| 10 km klassiek                 | Therese Johaug Noorwegen                                                            | 28.06,3                                  | Kerttu Niskanen Finland                                                  | 28.06,7                              | Krista Pärmäkoski Finland                                          | 28.37,8                                           |
| 15 km skiatlon                 | Therese Johaug Noorwegen                                                            | 44.13,7                                  | Natalja Neprjajeva Russische ploeg                                       | 44.43,9                              | Teresa Stadlober Oostenrijk                                        | 44.44,2                                           |
| 30 km vrije stijl (massastart) | Therese Johaug Noorwegen                                                            | 1:24.54,0                                | Jessica Diggins Verenigde Staten                                         | 1:26.37,3                            | Kerttu Niskanen Finland                                            | 1:27.27,3                                         |
| Teamsprint klassiek            | Duitsland Katharina Hennig Victoria Carl                                            | Duitsland Katharina Hennig Victoria Carl | Zweden Maja Dahlqvist Jonna Sundling                                     | Zweden Maja Dahlqvist Jonna Sundling | Russische ploeg Joelia Stoepak Natalja Neprjajeva                  | Russische ploeg Joelia Stoepak Natalja Neprjajeva |
| 4 × 5 km estafette             | Russische ploeg Joelia Stoepak Natalja Neprjajeva Tatjana Sorina Veronika Stepanova | 53.41,0                                  | Duitsland Katherine Sauerbrey Katharina Hennig Victoria Carl Sofie Krehl | 53.59,2                              | Zweden Maja Dahlqvist Ebba Andersson Frida Karlsson Jonna Sundling | 54.01,7                                           |

### Medaillespiegel
| Plaats | Land             | NOC    | Goud | Zilver | Brons | Totaal |
| ------ | ---------------- | ------ | ---- | ------ | ----- | ------ |
| 1      | Noorwegen        | NOR    | 5    | 1      | 2     | 8      |
| 2      | Russische ploeg  | ROC    | 4    | 4      | 3     | 11     |
| 3      | Finland          | FIN    | 1    | 2      | 3     | 6      |
| 4      | Zweden           | SWE    | 1    | 2      | 1     | 4      |
| 5      | Duitsland        | GER    | 1    | 1      | 0     | 2      |
| 6      | Verenigde Staten | USA    | 0    | 1      | 1     | 2      |
| 7      | Italië           | ITA    | 0    | 1      | 0     | 1      |
| 8      | Oostenrijk       | AUT    | 0    | 0      | 1     | 1      |
| 8      | Frankrijk        | FRA    | 0    | 0      | 1     | 1      |
| Totaal | Totaal           | Totaal | 12   | 12     | 12    | 36     |